# Краснодарский край
Краснода́рский край (неофициально — Кубань) — субъект Российской Федерации, расположенный на юго-западе страны. Входит в состав Южного федерального округа. Граничит с Ростовской областью, Ставропольским краем, Карачаево-Черкесией, Адыгеей и Абхазией. По морю через Керченский пролив граничит с Крымом. Административный центр — город Краснодар.
Северная часть Краснодарского края относится к Донской степи, а средиземноморский климат сделал его популярным местом для туристов. Новороссийск — главный порт России на Чёрном море, один из немногих городов, удостоенных звания «Город-герой», а Сочи принимал XXII Зимние Олимпийские игры в 2014 году. Краснодарский край располагает значительной инфраструктурой Черноморского флота.
Образован 13 сентября 1937 года путём разделения Азово-Черноморского края. Исторически краю предшествовала Кубанская область, образованная в 1860 году.

## Физико-географическая характеристика

### География
Краснодарский край находится в северо-западной части Северного Кавказа и входит в состав Южного федерального округа.
На северо-востоке край граничит с Ростовской областью, на востоке — со Ставропольским краем, на юго-востоке — с Карачаево-Черкесской Республикой, на западе — с Крымским полуостровом (через Керченский пролив), на юге — с Абхазией. Внутри региона находится Республика Адыгея. Территория края омывается водами Азовского на северо-западе и Чёрного на юго-западе морей.

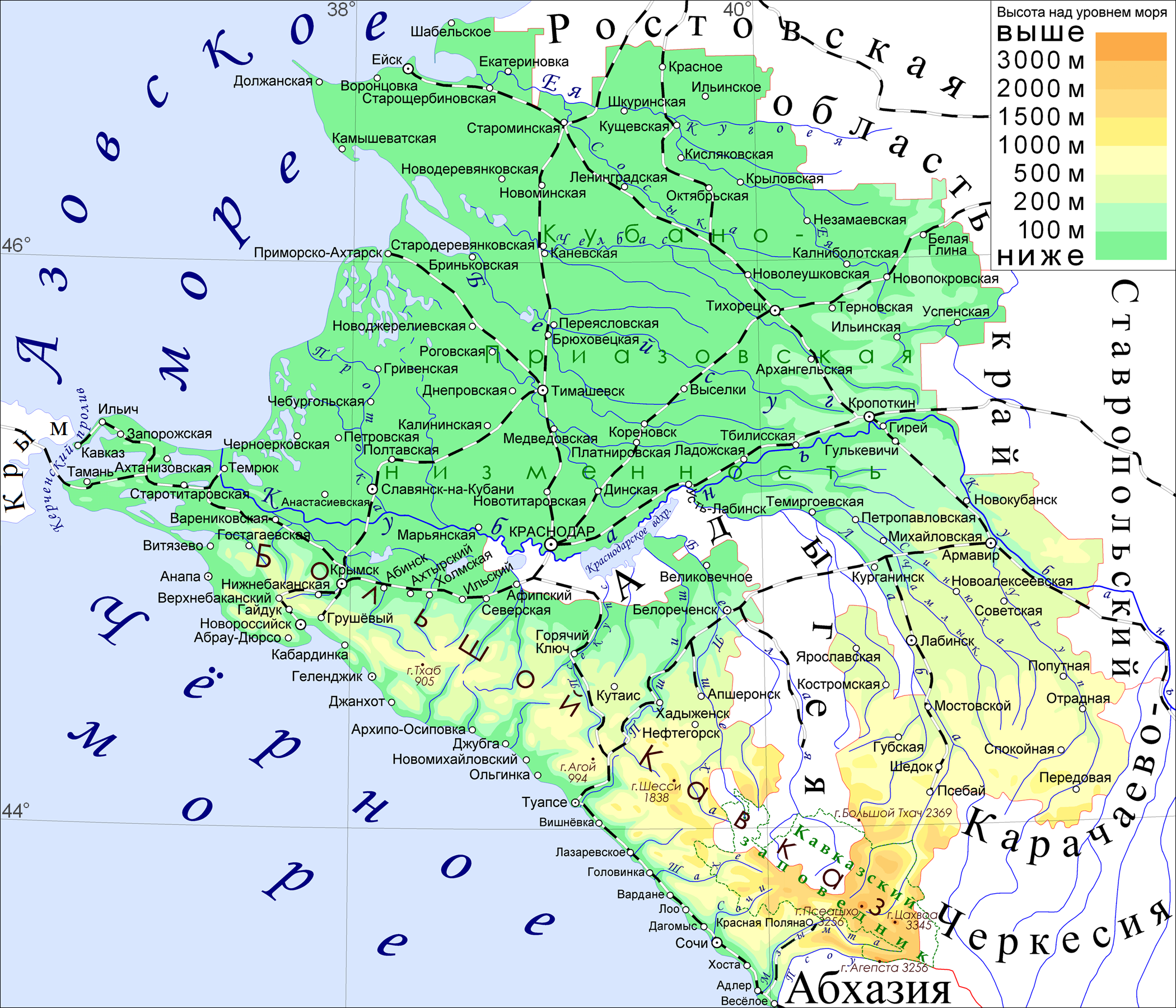
Карта Краснодарского края

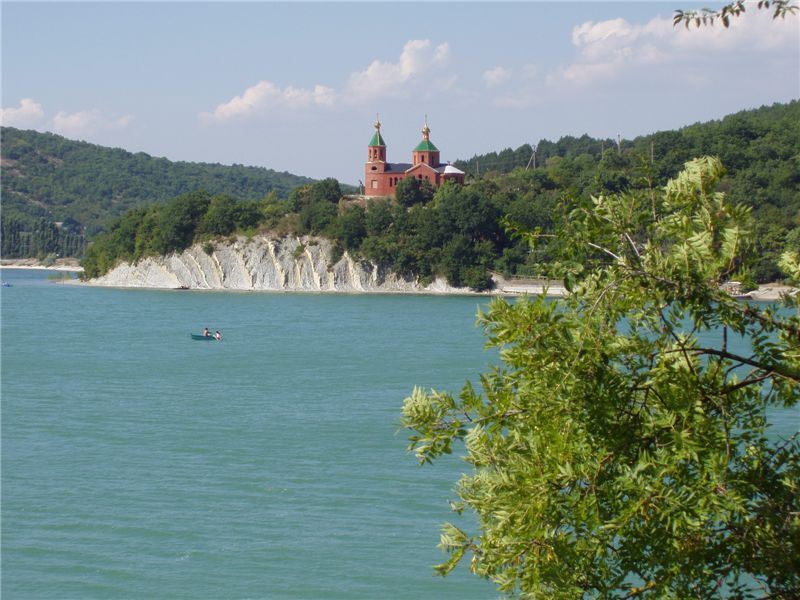
Озеро Абрау

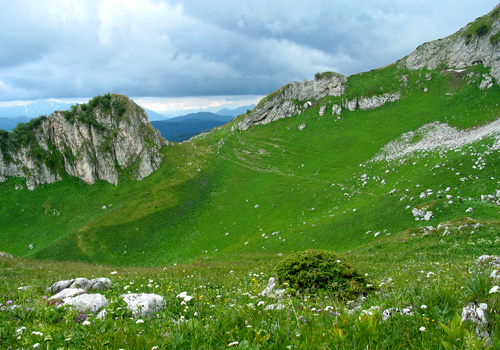
Горные луга, Апшеронский район

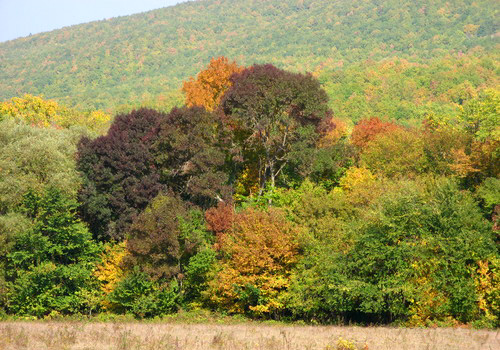
Лиственные леса, Абинский район

Из общей протяжённости границы в 1540 км 740 км проходит вдоль моря. Наибольшая протяжённость края с севера на юг — 327 км, с запада на восток — 360 км. Территория Краснодарского края — 75 485 км².

### Часовой пояс
Географически Краснодарский край относится к 3 часовому поясу. Краснодарский край входит в часовую зону, обозначенную по международному стандарту как Moscow Time Zone (MSK). Смещение относительно Всемирного координированного времени UTC составляет +3:00.

### Рельеф
Краснодарский край делится рекой Кубань на две части: северную — равнинную (2/3 территории), расположенную на Кубано-Приазовской низменности, и южную — предгорную и горную (1/3 территории), расположенную в западной высокогорной части Большого Кавказа. Высшая точка — гора Цахвоа (3345 м).
Рельеф Краснодарского края разнообразен. Более половины территории края занимают равнины, представленные Кубано-Приазовской равниной, Прикубанской наклонной равниной и Дельтой реки Кубань.
Кубано-Приазовская равнина — низменная аллювиальная равнина с обширными поймами, простирается от долины реки Кубань до Азовского моря и северной границы края. Наклонена к северо-западу (высота постепенно снижается от 156 метров в районе Кропоткина до 0 метров на побережье Азовского моря). Прикубанская наклонная равнина — террасированная, расчленена глубокими долинами левых притоков реки Кубань с серией ярко выраженных террас (с высотами террас до 200 метров) и глубокими балками. Дельта реки Кубань имеет многочисленные рукава, для её рельефа характерны небольшие гряды, межгрядовые понижения, дельтовые лиманы и плавни.
Сложен рельеф Таманского полуострова, приморские низменности чередуются с крайними западными отрогами Большого Кавказа, прирусловыми валами, лиманными отложениями и дельтовыми озёрами. На полуострове — более 30 потухших и действующих грязевых вулканов.
На востоке Краснодарского края — окраина Ставропольской возвышенности.

### Полезные ископаемые
В недрах края открыто более 60 видов полезных ископаемых. В основном они залегают в предгорных и горных районах. Имеются запасы нефти, природного газа, цементного мергеля, йодо-бромных вод, мрамора, известняка, песчаника, гравия, кварцевого песка, железных, медных апатитовых и серпентинитовых руд, каменной соли, ртути, гипса, небольшое количество золота.
Краснодарский край — старейший нефтедобывающий район России. Добыча нефти начата в 1865 году. Известно более 150 мелких и средних месторождений нефти и газа, крупнейшее — нефтяное Анастасиевско-Троицкое. Важное значение имеют подземные воды края, среди них промышленное значение имеют йодо-бромные (крупное Славяно-Троицкое месторождение, заключающее около 30 % запасов России).

### Климат

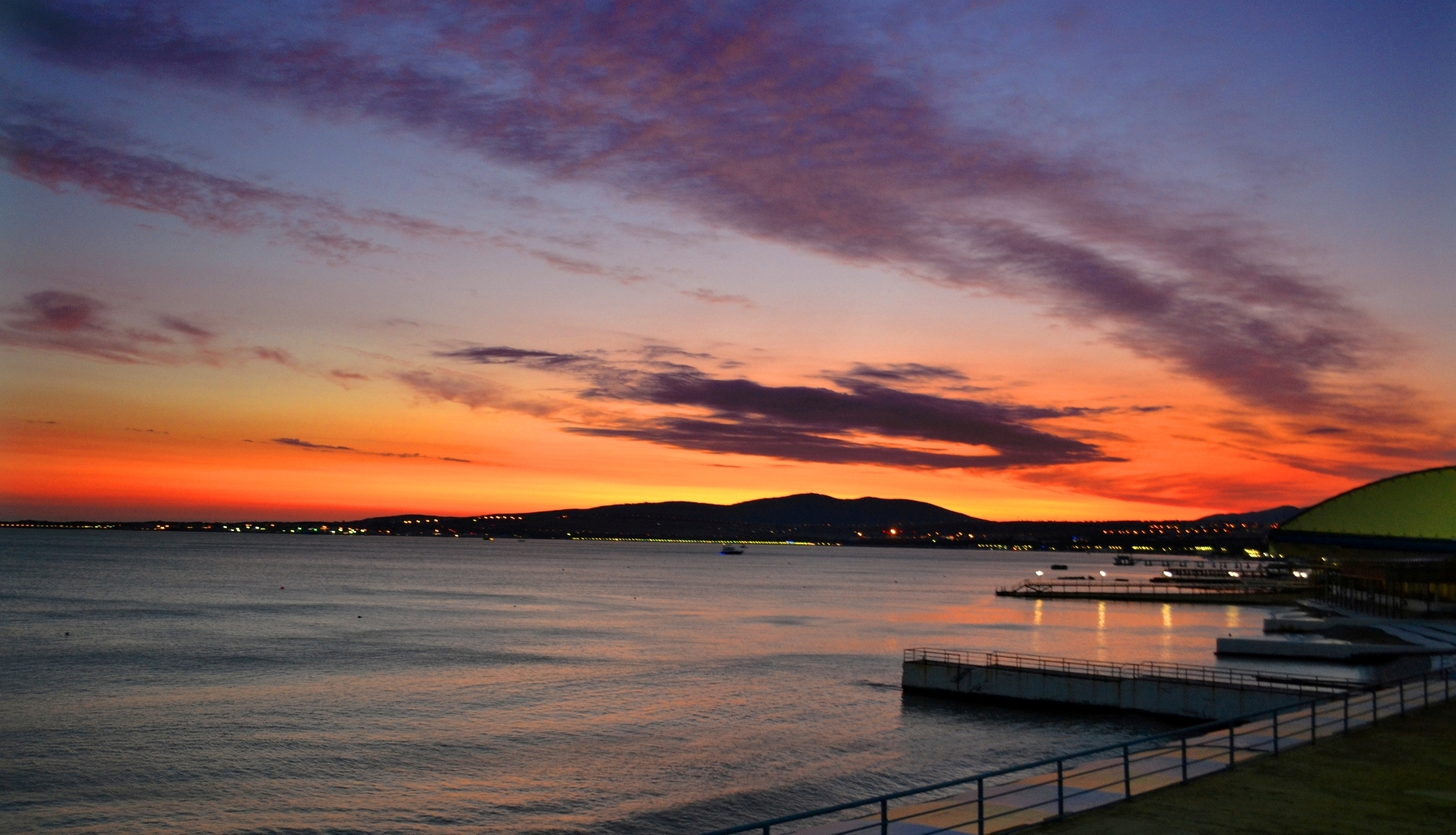
Закат на Чёрном море. Геленджик

Климат на большей части территории умеренно континентальный, на черноморском побережье от Анапы до Туапсе — полусухой средиземноморский климат, южнее Туапсе — влажный субтропический. В горах выражена высотная климатическая зональность. В течение всего года типичны резкие изменения погоды — значительны месячные, сезонные и многолетние колебания температур. Для предгорий характерны фёны, способствующие быстрому сходу снега весной и усилению паводков на реках. В районе Анапа — Новороссийск — Геленджик типична бора со скоростью ветра более 15 м/с, иногда более 40 м/с (в декабре 1997 года наблюдалась бора с силой ветра до 47 м/с). Среднее количество дней с борой 21 (в Новороссийске более 40), из них 18 в холодное полугодие.

Климатическая карта Краснодарского края по классификации Кёппена.

Средняя температура января на равнине −3… −5 °С, на Черноморском побережье 0…+6 °С, в Сочи +6 °C. Средняя температура июля +22…+24 °C. Годовое количество осадков — от 400 до 600 мм в равнинной части, до 3242 мм и более — в горной. Каждую весну край затапливают паводки. В целом для края характерны жаркое лето и дождливая мягкая зима.

### Гидрография
Главная река Краснодарского края — Кубань, принимающая слева много притоков (Уруп, Лаба, Белая и др.), для регулирования стока которой сооружено Краснодарское водохранилище. Её именем часто именуют и весь край, называя его просто Кубань. Реки бассейна Азовского моря имеют равнинный характер, наибольшие из них — Ея, Бейсуг, Кирпили. Реки Черноморского побережья невелики, наибольшая из них — Мзымта.
На территории края расположено много мелких карстовых озёр, на Таманском полуострове и побережье Азовского моря — озёра-лиманы. На территории Краснодарского края находится самое большое озеро Северного Кавказа — Абрау.
На территории края расположен крупный Азово-Кубанский бассейн пресных подземных вод, имеющий значительные запасы термальных и минеральных вод.

### Почвы
Основную часть почвенного покрова степной зоны края составляют предкавказские карбонатные и выщелоченные чернозёмы. Таманский полуостров занят каштановыми, западно-предкавказскими болотными почвами. В горах — горно-лесные бурые и дерново-карбонатные почвы, в высокогорье — горно-луговые.
Общая земельная площадь Краснодарского края составляет 7,5 миллиона гектаров, из них пашни — 3,9 млн га. Это основной пахотный фонд края, отличающийся высоким плодородием.
Неширокая полоса в левобережье Кубани, Прикубанская наклонная равнина и часть предгорий пригодны для садоводства и возделывания жёлтых табаков.

### Растительность
Краснодарский край — это сельскохозяйственный регион РФ. Большая часть — 2/3 территории края, вплоть до горных хребтов и черноморского побережья южнее Анапы представляет собой степную равнинную местность, которая почти полностью распахана, превращена в сельхозугодья и засажена сельскохозяйственными культурами. Между полями и вдоль дорог повсеместно имеются лесозащитные полосы. 
Среди богатств Кубани лес занимает важное место, так как имеет большое природоохранное значение и является основным источником древесины ценных пород России. Леса Кубани занимают 22,3 % всей территории региона, из которой лесом покрыто более 1,5 млн га. В лесном фонде преобладают твердолиственные породы — 85,1 %, из которых 29,2 % — спелые насаждения. Основной лесообразующей породой является дуб, на долю хвойных насаждений приходится 4,8 %. Имеющие промышленное значение дубовые и буковые массивы (широколиственные леса) занимают, соответственно, 49 и 19 % площади всех лесов. Также в крае произрастают темнохвойные горные (ель, пихта) леса, субальпийские и альпийские луга.
Большой интерес представляет растительный мир побережья. Так, особую ценность представляют можжевеловые (часто с примесью фисташки туполистной) редколесья. Они распространены от Анапы до устья реки Мезыбь (за Геленджиком) и служат пристанищем древней средиземноморской флоры. Основные виды — можжевельник высокий, можжевельник вонючий, фисташка туполистная, жимолость этрусская.

### Животный мир
На территории края обитает 86 видов млекопитающих, 20 — пресмыкающихся, свыше 300 — птиц, 11 видов земноводных, при этом значительное количество животных занесено в Красную книгу России (11 млекопитающих, 24 — птиц, 2 — земноводных, 3 вида пресмыкающихся). Среди них есть такие редкие виды, как хорь-перевязка, кавказская выдра, беркут, змееяд, каравайка, дрофа, колпица, могильник, степной орёл, орлан-белохвост, кудрявый и розовый пеликаны, сокол сапсан, скопа, кречет, стрепет, кавказский тетерев и другие. В советское время акклиматизованы енот-полоскун и ондатра.

## История
Территории нынешнего Краснодарского края долгое время были обширно заселены адыгами (черкесами), которые вели активную торговлю с генуэзцами и греками, что способствовало активному развитию ремёсел среди них. Греческие философы активно писали о здешних народах в своих трактатах, одним из них был Страбон, упоминавший ещё в IV—VI тыс. до н. э. зихов и меотов.
Причерноморье занимали ряд племён адыгов: шапсуги, натухайцы, хетуки, убыхи, хегайки. Одними из больших поселений, сохранившихся и в наше время, являются: Туапсе (Тlуапсэ — между двух рек), был заселён шапсугами, Сочи (Шъачэ), преимущественно заселявшийся убыхами, Геленджик (Хылъэжъый), крупный аул натухайцев, активно занимавшихся торговлей с османами и греками. Джубга (Жьыубгъу) также был заселён шапсугами, Анапа (lанапэ), что означает край стола, вероятно, был наречён из-за округлённой бухты Анапы, был заселён натухайцами, хегайками, хетуками.
Также причерноморские адыги вели активное садоводство, создавали черкесские сады с особыми сортами фруктов и ягод, хорошо переносивших местный климат. Сады раскидывались на обширные территории. Деревья могли плодоносить многие десятилетия, что давало дополнительное пропитание. После Кавказской войны эти сады были частично вырублены, частично заброшены.
Равнинные и горные части Краснодарского края преимущественно заселяли племена: абадзехи, бжедуги, темиргоевцы, мамхеги, егерукаецы.
В XIII веке племена адыгов, населявших нынешний Краснодарский край, Карачаево-Черкессию и Кабардино-Балкарию, объединил в одно государство предводитель всех княжеских родов 12 племён адыгов Княз Инал (Инал Нэху). Черкессия вела активные политические сотрудничество с Русским Царством, Османской империей. Население составляло около 2,5 миллиона, и состояло преимущественно из адыгов и абаз.
Черкессия просуществовала вплоть до середины 19 века. Вела активную внешнюю политику с соседними государствами. Крепкие дружественные отношения были с Русским Царством после взятия в жены дочери князя Темрюка Марии Иваном IV Грозным. По итогам Кавказской войны территории вошли в состав Российской Империи. Большинство населения, около 2-2,8 миллиона, было насильно переселено в Османскую империю, оставшимся предоставлялись равнинные территории.
До Октябрьской революции 1917 года большую часть территории современного Краснодарского края занимала Кубанская область, образованная в 1860 году из Черноморского казачьего войска, западной части Кавказского линейного казачьего войска. Кубанская область являлась территорией Кубанского казачьего войска. В 1900 году население области насчитывало около 2 млн человек. В 1913 году по валовому сбору зерна Кубанская область вышла на 2-е место в России, по производству товарного хлеба — на 1-е место. В области активно развивалась промышленность по переработке сельхозпродукции и химическая промышленность (созданы крупные акционерные общества), шло железнодорожное строительство.
В 1896 году Черноморский округ Кубанской области был преобразован в Черноморскую губернию с центром в Новороссийске.
По итогам переписи населения в СССР 1926 года двумя крупнейшими национальностями на территории Северо-Кавказского края были русские (46,2 %) и украинцы (37,4 %). А национальный состав Кубани (Кубанского округа) по данным переписи населения СССР 1926 года: украинцы (62,2 %) и русские (33,8 %).
13 сентября 1937 года постановлением ЦИК СССР Азово-Черноморский край был разделён на Краснодарский край с центром в г. Краснодаре и Ростовскую область с центром в г. Ростове-на-Дону. 15 января 1938 года Верховный Совет СССР утвердил создание данных регионов. Через полгода Верховный Совет РСФСР подтвердил данное решение.
В 1937—1990 годах в состав Краснодарского края входила Адыгейская автономная область.

## Награды
- орден Ленина (31 октября 1957) — за успехи, достигнутые трудящимися края в деле увеличения производства и заготовки зерна, мяса, молока.
- орден Ленина (20 ноября 1970) — за выдающиеся успехи в развитии народного хозяйства и культуры.

## Население
Численность
Численность населения края по данным Росстата составляет 5 842 238 чел. (2025). Край занимает 3-е место среди субъектов Российской Федерации по числу жителей — после Москвы и Московской области. Плотность населения — 77,40 чел./км2 (2025). Городское население — 
56,87 % (2022). Уровень урбанизации ниже, чем в среднем по стране (
75,27 %).
1 декабря 2021 года на тот момент губернатор региона Вениамин Кондратьев заявил, что, якобы, по предварительным данным Всероссийской переписи населения 2020—2021 в крае проживает 7 млн 130 тыс. человек.
Национальный состав
По итогам переписи населения 2020 года проживали следующие национальности (национальности менее 0,1 % и другое см. в сноске к строке «Другие»):
| Национальность | Численность, чел. | Доля     |
| -------------- | ----------------- | -------- |
| Русские        | 5 121 482         | 87,72 %  |
| Армяне         | 211 132           | 3,62 %   |
| Украинцы       | 29 317            | 0,50 %   |
| Татары         | 18 912            | 0,32 %   |
| Греки          | 13 117            | 0,22 %   |
| Грузины        | 12 451            | 0,21 %   |
| Цыгане         | 11 590            | 0,20 %   |
| Адыгейцы       | 10 484            | 0,18 %   |
| Азербайджанцы  | 8804              | 0,15 %   |
| Турки          | 8070              | 0,14 %   |
| Черкесы        | 6166              | 0,11 %   |
| Белорусы       | 5923              | 0,10 %   |
| Другие         | 380 825           | 6,53 %   |
| Итого          | 5 838 273         | 100,00 % |

## Органы власти
Систему органов государственной власти Краснодарского края, образуемых в соответствии с Уставом, составляют:
- Законодательное собрание Краснодарского края (высший и единственный орган законодательной (представительной) власти)
- Губернатор Краснодарского края (высшее должностное лицо Краснодарского края)
- Администрация Краснодарского края (высший орган исполнительной власти)

## Административно-территориальное деление
Административно-территориальное устройство
Краснодарский край в административно-территориальном отношении делится на 38 районов, 15 городов краевого подчинения, а также 11 городов районного подчинения, 21 посёлок городского типа, 389 сельских (поселковых, станичных) административных округов, 1717 сельских населённых пунктов.

Карта муниципального устройства Краснодарского края:
городские округа и муниципальные районы

В 2020 году была образована новая административно-территориальная единица краевого подчинения пгт Сириус, не вошедшая в город-курорт Сочи. 9 ноября 2020 года был внесён соответствующий законопроект о наделении Сириуса статусом федеральной территории. 22 декабря 2020 года закон о наделении статусом федеральной территории был подписан.
Муниципальное устройство
В рамках муниципального устройства, в границах административно-территориальных единиц края к 1 января 2016 года всего образовано 426 муниципальных образований, в том числе:
- 5 городских округов,
- 3 муниципальных округа,
- 36 муниципальных районов,
  - 29 городских поселений,
  - 352 сельских поселения.

Городские округа и их центры:
I. Город Краснодар — Краснодар
II. Город Новороссийск — Новороссийск
III. Город-курорт Геленджик — Геленджик
IV. Город-курорт Сочи — Сочи
V. Город Армавир — Армавир
Законом от 3 апреля 2020 года из состава Адлерского района Сочи (в рамках образованного 1 февраля 2020 года в Имеретинской низменности посёлка городского типа Сириус) было выделено новое отдельное муниципальное образование Сириус со статусом городского округа с переходным периодом до 2021 года, когда «Сириус наравне со всеми районами сможет участвовать в краевых и федеральных программах, национальных проектах, а также получать грантовую поддержку», как отметили ранее в пресс-службе администрации Краснодарского края в день голосования Законодательным Собранием Краснодарского края 25 марта 2020 года.
Муниципальные округа и их административные центры:
1. Город-курорт Анапа — г. Анапа
2. Горячий Ключ — г. Горячий Ключ
3. Приморско-Ахтарский — г. Приморско-Ахтарск

В рамках административно-муниципальной реформы статус двух муниципальных образований был изменён с городского округа на муниципальный округ.
Муниципальные районы и их административные центры:
1. Абинский — г. Абинск
2. Апшеронский — г. Апшеронск
3. Белоглинский — с. Белая Глина
4. Белореченский — г. Белореченск
5. Брюховецкий — ст-ца Брюховецкая
6. Выселковский — ст-ца Выселки
7. Гулькевичский — г. Гулькевичи
8. Динской — ст-ца Динская
9. Ейский — г. Ейск
10. Кавказский — г. Кропоткин
11. Калининский — ст-ца Калининская
12. Каневской — ст-ца Каневская
13. Кореновский — г. Кореновск
14. Красноармейский — ст-ца Полтавская
15. Крыловский — ст-ца Крыловская
16. Крымский — г. Крымск
17. Курганинский — г. Курганинск
18. Кущёвский — ст-ца Кущёвская
19. Лабинский — г. Лабинск
20. Ленинградский — ст-ца Ленинградская
21. Мостовский — пгт Мостовской
22. Новокубанский — г. Новокубанск
23. Новопокровский — ст-ца Новопокровская
24. Отрадненский — ст-ца Отрадная
25. Павловский — ст-ца Павловская
26. Северский — ст-ца Северская
27. Славянский — г. Славянск-на-Кубани
28. Староминский — ст-ца Староминская
29. Тбилисский — ст-ца Тбилисская
30. Темрюкский — г. Темрюк
31. Тимашёвский — г. Тимашёвск
32. Тихорецкий — г. Тихорецк
33. Туапсинский — г. Туапсе
34. Успенский — с. Успенское
35. Усть-Лабинский — г. Усть-Лабинск
36. Щербиновский — ст-ца Старощербиновская

## Населённые пункты
Населённые пункты с численностью населения более 20 000 человек
| Краснодар          | ↗1 154 885 |
| Сочи               | ↗445 149   |
| Новороссийск       | ↗261 973   |
| Армавир            | ↗185 356   |
| Анапа              | ↘84 804    |
| Ейск               | ↘81 099    |
| Геленджик          | ↘80 534    |
| Кропоткин          | ↘73 854    |
| Славянск-на-Кубани | ↘60 780    |
| Туапсе             | ↘60 089    |
| Лабинск            | ↘55 434    |
| Белореченск        | ↘54 190    |
| Тихорецк           | ↘54 009    |
| Крымск             | ↗54 756    |
| Тимашёвск          | ↘51 101    |

| Курганинск        | ↘46 089 |
| Каневская         | ↘41 721 |
| Горячий Ключ      | ↗42 634 |
| Кореновск         | ↘40 944 |
| Темрюк            | ↘40 415 |
| Апшеронск         | ↘39 047 |
| Усть-Лабинск      | ↘38 572 |
| Абинск            | ↘38 440 |
| Динская           | ↗36 576 |
| Ленинградская     | ↘35 561 |
| Новокубанск       | ↘33 048 |
| Гулькевичи        | ↘32 911 |
| Новотитаровская   | ↗31 520 |
| Приморско-Ахтарск | ↘30 084 |
| Кущёвская         | ↗30 375 |

| Староминская   | ↗30 362 |
| Павловская     | ↘29 514 |
| Северская      | ↗26 973 |
| Тбилисская     | ↗25 650 |
| Мостовской     | ↘25 365 |
| Ильский        | ↗25 125 |
| Полтавская     | ↘23 850 |
| Елизаветинская | ↘23 841 |
| Афипский       | ↗23 594 |
| Отрадная       | ↘23 041 |
| Хадыженск      | ↘21 700 |
| Ахтырский      | ↘21 270 |

Легенда карты (при наведении на метку отображается реальная численность населения):
|  | от 20 000 до 49 999 чел.   |
|  | от 50 000 до 99 999 чел.   |
|  | от 100 000 до 999 999 чел. |
|  | свыше 1 000 000 чел.       |

## Телефонные коды муниципальных образований
| Муниципальное образование | Телефонный код |
| ------------------------- | -------------- |
| Абинский район            | 861 50         |
| Анапа                     | 861 33         |
| Апшеронский район         | 861 52         |
| Армавир                   | 861 37         |
| Белоглинский район        | 861 54         |
| Белореченск               | 861 55         |
| Брюховецкий район         | 861 56         |
| Выселковский район        | 861 57         |
| Геленджик                 | 861 41         |
| Горячий Ключ              | 861 59         |
| Гулькевичский район       | 861 60         |
| Динской район             | 861 62         |
| Ейский район              | 861 32         |
| Кавказский район          | 861 93         |
| Калининский район         | 861 63         |
| Каневской район           | 861 64         |
| Кореновский район         | 861 42         |
| Красноармейский район     | 861 65         |
| Краснодар                 | 861            |
| Кропоткин                 | 861 38         |
| Крыловский район          | 861 61         |
| Крымский район            | 861 31         |
| Курганинский район        | 861 47         |
| Кущевский район           | 861 68         |
| Лабинский район           | 861 69         |
| Ленинградский район       | 861 45         |
| Мостовский район          | 861 92         |
| Новокубанский район       | 861 95         |
| Новопокровский район      | 861 49         |
| Новороссийск              | 861 27         |
| Отрадненский район        | 861 44         |
| Павловский район          | 861 91         |
| Приморско-Ахтарский район | 861 43         |
| Северский район           | 861 66         |
| Славянский район          | 861 46         |
| Сочи, Сириус              | 862            |
| Староминский район        | 861 53         |
| Тбилисский район          | 861 58         |
| Темрюкский район          | 861 48         |
| Тимашевский район         | 861 30         |
| Тихорецкий район          | 861 96         |
| Туапсинский район         | 861 67         |
| Успенский район           | 861 40         |
| Усть-Лабинский район      | 861 35         |
| Щербиновский район        | 861 51         |

## Экономика

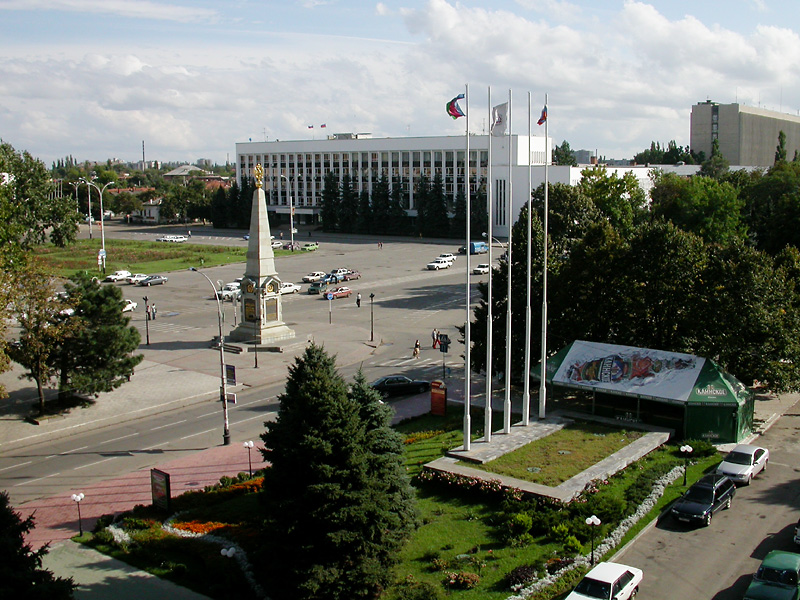
Краснодар

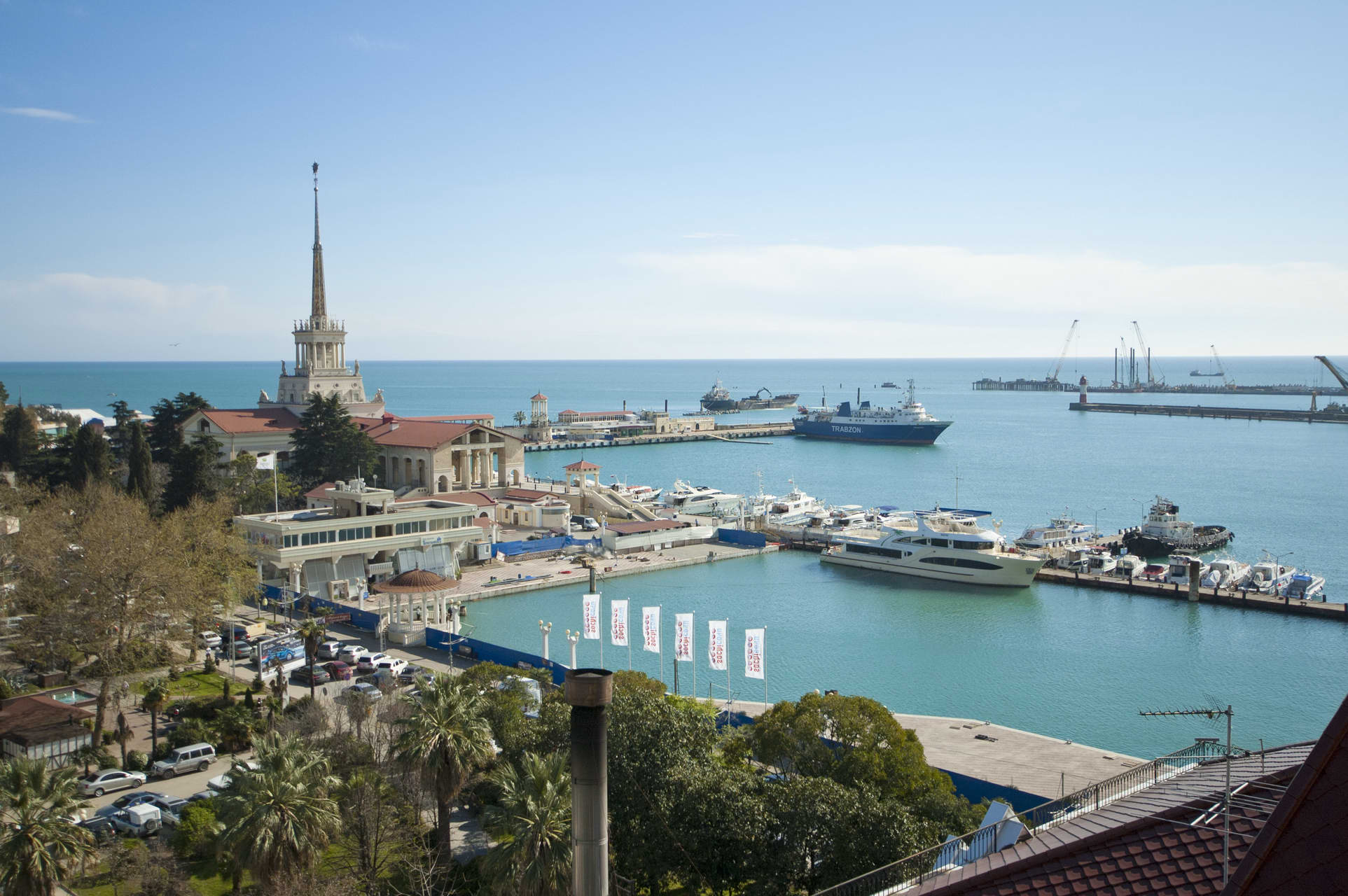
Сочи

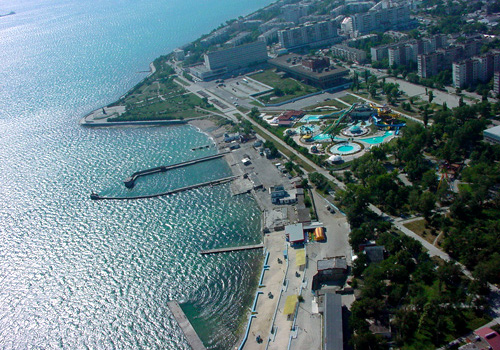
Новороссийск

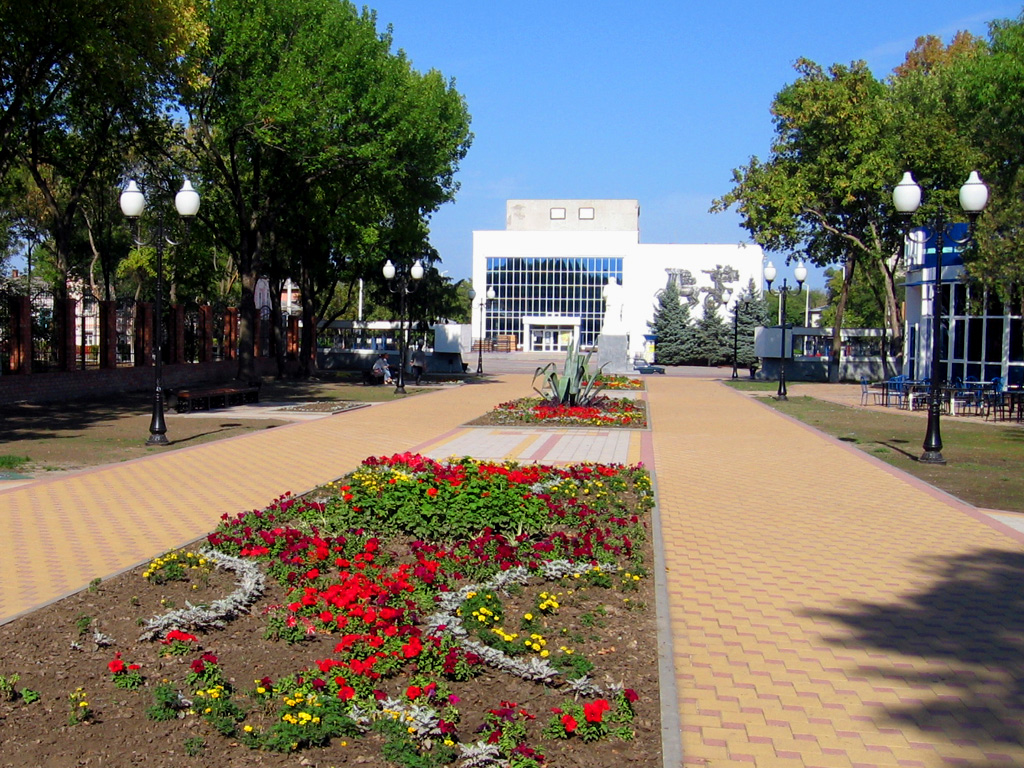
Ейск

В связи с проведением в городе Сочи Олимпиады 2014 года произошёл приток инвестиций в инфраструктуру Черноморского побережья Краснодарского края.
Краснодарский край по итогу 2020 года поднялся на 7 ступеней в рейтинге инвестиционного климата, заняв 6 место.
В отраслевой структуре краевого ВВП выделяются транспорт (16,2 % против 8,2 % для России в целом) и сельское хозяйство (16,0 % против 7,8 %). Удельный вес промышленности по сравнению со среднероссийским показателем в два раза ниже — 16 % (против 33 % по РФ в целом и 23 % для Южного федерального округа).
В 2019 году большинство отраслей экономики Краснодарского края показали положительную динамику.
Сельское хозяйство и розничная торговля на Кубани опередили прошлогодние темпы роста.
В АПК темп роста составляет 103,1 % на фоне 101,7 % роста год назад. Валовый объём производства достиг 81,7 млрд рублей. Розничный товарооборот увеличился на 2,3 % до 491,3 млрд рублей. Оборот общественного питания возрос на 1,5 %, достигнув 23,4 млрд рублей. Рост объёма платных услуг населению составил 101,1 % достигнув 196,1 млрд рублей.
Доходы бюджета в 2020 г. — 292 млрд р., в 2021 г. прогноз — +273,9 млрд р. Расходы бюджета в 2020 году — 317 млрд р., в 2021 прогноз — −297,5 млрд р.

### Промышленность
Ведущее место в структуре промышленности принадлежит перерабатывающим производствам. Пищевая отрасль обеспечивает 42,8 % общего объёма промышленной продукции; далее идут электроэнергетика (13,4 %), топливная отрасль (10,5 %), машиностроение и металлообработка (9,4 %) и промышленность строительных материалов (7,9 %). На химический и лесной комплексы приходится всего по 3—4 % промышленного производства. Доля лёгкой отрасли совсем незначительна (1,3 %). Во времена СССР в Краснодарском крае было развито станкостроение и приборостроение.
Отличительной чертой промышленной инфраструктуры Краснодарского края является высокая степень концентрации специализированных производств в основных промышленных центрах — Краснодаре (где сосредоточено более трети краевого промышленного потенциала), Армавире и Новороссийске.
В Краснодаре и его окрестностях сосредоточено 38 % объёма промышленной продукции и 47 % инвестиций в основной капитал, сконцентрировано 16 % населения.
Аналитический центр при правительстве РФ опубликовал рейтинг регионов страны, составленный в зависимости от уровня развития промышленности. Краснодарский край занял 17 место с показателем в объёмах отгрузки товаров в 2018 году на сумму 1,2 трлн рублей. Как сообщает пресс-служба администрации края, из указанной цифры 291,5 млрд рублей были обеспечены промышленными предприятиями Кубани.
Всего, на 7 тысяч промпредприятий края трудится свыше 80 тысяч человек.
Фонд развития промышленности по итогам 2018 года занял 6 место среди 44 аналогичных региональных Фондов в России.

### Энергетика
По состоянию на 2020 год, на территории Краснодарского края эксплуатировались более 40 электростанций общей мощностью 2370,87 МВт, в том числе три ГЭС и более 40 тепловых электростанций (большинство из которых — небольшие электростанции промышленных предприятий). В 2019 году они произвели 10 291 млн кВт·ч электроэнергии

### Сельское хозяйство
В экономике России край выделяется как важнейший сельскохозяйственный регион страны (1-е место в России).
По результатам 2018 года Кубань произвела свыше 10 процентов валовой сельскохозяйственной продукции России. В 2014-м этот показатель составлял около 8 процентов.
Растениеводство
Краснодарский край — лидер по валовому сбору зерна (10 % от общероссийского) и сахарной свёклы (17,3 %), один из ведущих производителей семян подсолнечника (15 %) и виноградных вин (37 %), а также является основным производителем российского чая (см. «Краснодарский чай»).
По закону Краснодарского края аграрии должны засеивать не менее 10 % площадей многолетними травами. Это нужно для сохранения плодородия почвы, для того, чтобы рекордные урожаи на Кубани были не только сейчас, но и через 10 и 50 лет.
Кубань производит 40 % всех фруктов и ягод в стране. Площадь промышленных садов и ягодников 31 тысяч га, за пять лет увеличилась на 3,1 тыс. га. В 2022 году получен рекордный урожай фруктов и ягод — 600 тысяч тонн (в 2021 году — 430 тыс. тонн). Из них яблок 357 тысяч тонн (+29 тыс. тонн).
В 2020 году валовый сбор риса 900 тыс. тонн, средняя урожайность — 70,9 ц/га, около 80 % общероссийского производства риса. Кубанский рис — самый конкурентоспособный в мире за счёт экологичности, регион экспортирует агрокультуру в 25 стран мира.
В 2021 году был собран рекордный урожай — около 15,5 млн т зерновых, зернобобовых и риса, в том числе более 10 млн т пшеницы, 850 тыс. т риса, 800 тыс. т овощей, 180 тыс. т винограда. Для поддержки селян в регионе с 2021 года назначены социальные выплаты на организацию своего жилья и хозяйств в сельской местности в размере 4 млн рублей на хозяйство.
В 2022 году валовый сбор зерновых и зернобобовых 15,7 млн тонн. Впервые в истории было собрано 10 млн. 700 тысяч тонн пшеницы. Впервые урожай винограда достиг 283 тысяч тонн.
| тыс. гектар | 4306 | 3902,6 | 3747,8 | 3669,5 | 3531,7 | 3634,4 | 3679 | 3727 |

Животноводство
На 1 апреля 2021 года в хозяйствах всех категорий насчитывалось 551,4 тыс. (102,3 %) голов крупного рогатого скота, из них коров 214,8 тыс. (100,8 %) голов, 646,6 тыс. (103,1 %) свиней, 225,4 тыс. (102,4 %) овец и коз, 26,3 млн. (98,2 %) птицы.
Краснодарский край занял 8-е место среди регионов России по поголовью коров. но при этом
Краснодарский край лидер в ЮФО и входит в тройку лидеров России по производству молока: в 2020 году произведено 1553,9 тыс. тонн молока, рост за год на 5,8 %.
Средний валовый надой от одной коровы в 2019 году в хозяйствах всех категорий 7226 кг, в сельхозорганизациях 8098 кг.
На молочно-товарных предприятиях Краснодара, Калининского, Каневского, Павловского, Кущёвского районов средний валовый надой от одной коровы превысил 10, 11 и 12 тонн — это уровень европейских стран.
В настоящее время в условиях Краснодарского края разводится в основном четыре породы крупного рогатого скота молочного направления продуктивности: наиболее многочисленные Голштинская и Чёрно-пёстрая породы, а также теряющие свои позиции Красная степная и Айрширская породы. В связи с повсеместной голштинизацией молочного скота Айрширская порода незаслуженно потеряла свои лидирующие позиции и по численности стала лишь четвёртой на Кубани.

### Транспорт
Морские порты края обеспечивают прямой выход через Азовское и Чёрное моря на международные внешнеторговые пути и перерабатывают более 35 процентов внешнеторговых российских и транзитных грузов морских портов России, обслуживают около трети российского нефтеэкспорта.
По территории края проходят важнейшие железнодорожные маршруты федерального значения, которые ориентированы в сторону морских международных портов края и курортов Чёрного и Азовского морей.
Трубопроводный транспорт представлен международным нефтепроводом «Тенгиз — Новороссийск» и газопроводом «Россия — Турция» («Голубой поток»).

#### Воздушный
В Краснодарском крае работают пять аэропортов, объединённые в группу «Базэл Аэро». Аэропорты в Краснодаре, Сочи и Анапе являются международными, аэропорты в Геленджике и Ейске — внутренними. Аэропорт «Пашковский» (Краснодар) — один из крупнейших аэропортов в России (в 2019 г. занял 9 место по пассажиропотоку).

#### Автомобильный
По территории Краснодарского края проходят:
- Федеральная автомагистраль E 115—М4 «Москва — Новороссийск»;
- Автомагистраль E 50—Р217 «Кавказ»;
- Автомагистраль E 97—А290 «Новороссийск — Керчь»;
- Автомагистраль E 97—А147 «Джубга — граница с Абхазией»;
- Трассы А146, А148, А149, А160.

#### Железнодорожный
В Краснодарском крае находятся железные дороги, в большинстве своём принадлежащие ОАО «РЖД» и относящиеся к Северо-Кавказской железной дороге. Через край проходят железнодорожные маршруты, ведущие в Ставропольский край, Абхазию и в Крым. В Апшеронском районе находятся Апшеронская узкоколейная железная дорога — крупнейшая горная узкоколейная железная дорога на территории России.

#### Водный
Портовыми городами на Азовском море являются: Ейск и Темрюк. Портовые города Чёрного моря: Порт Кавказ, Тамань, Анапа, Новороссийск, Геленджик, Туапсе, Сочи. На долю указанных портов приходится до 40 % грузооборота всех портов Российской Федерации. Порты Новороссийск и Туапсе обеспечивают перевалку 75 % сухих грузов, проходящих через портовое хозяйство юга России, обслуживают третью часть российского экспорта нефти.

### Строительство
По показателю объёма строительно-монтажных работ Краснодарский край в 2012 году занял третье место в Российской Федерации, так, в 2012 году построено более 4,3 миллиона квадратных метров жилья.
В производстве строительных материалов края работают около одной тысячи производств, в том числе свыше 50 крупных и средних профильных предприятий, трудится свыше 23 тысяч человек.
Цементное производство в крае представлено тремя крупными предприятиями: ОАО «Новоросцемент» ОАО «Верхнебаканский цементный завод» и ООО «Атакайцемент» (все — г. Новороссийск). В 2012 году краевыми предприятиями было выпущено более 5,2 млн тонн цемента, что позволило краю остаться на второй позиции в России, пропустив вперёд в этом рейтинге Белгородскую область.
Вторым по значимости сегментом промышленности стройматериалов края является производство железобетонных и бетонных изделий. Производством железобетонных и бетонных изделий в крае занимается около 20 предприятий, среди них крупнейшие ЗАО «ОБД» (Краснодар), ОАО "Агропромышленный комбинат «Гулькевичский», Кавказский завод железобетонных шпал, Гирейское ЗАО «Железобетон», ОАО «Блок» (все четыре предприятия расположены в Гулькевичском районе). В 2012 году с показателем выпуска более 1,1 млн м³ железобетона край занял пятое место в российском рейтинге.
Производство гипсовой продукции представлено выпуском гипса, сухих строительных смесей, гипсокартонных листов. В российском рейтинге в 2012 году по выпуску гипса край занял первое место, гипсокартонных листов — 3 место, сухих строительных смесей — четвёртое место. Крупнейший производитель гипсовой продукции ООО «Кнауф Гипс Кубань» находится в Мостовском районе.
Производством нерудных строительных материалов в крае занимается около сотни предприятий. В 2012 году по выпуску нерудных материалов (более 21 млн м³) край занимал третье место.
Производство керамического кирпича является одним из крупнейших в стране. В 2012 году край выпустил более 540 млн штук кирпича, заняв по этому показателю первое место в стране. В крае действуют около 100 кирпичных производств, крупнейшими производителями керамического кирпича на Кубани являются ОАО «Славянский кирпич», ОАО «Новокубанский завод керамических стеновых материалов», ООО «Фабрика керамических изделий», ОАО «Губский кирпичный завод».

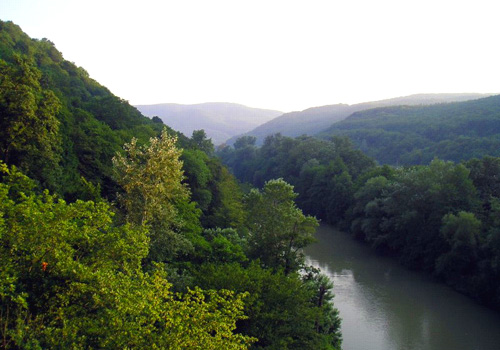
Курорт Горячий ключ

## Туризм
Важная отрасль экономики Краснодарского края — туризм, активно развивающийся на побережье Чёрного и Азовского морей, а также в горных и степных районах края. Вклад туризма в ВРП Краснодарского края по состоянию на 2014 год составил 14,2 %. Для сравнения, по России в целом вклад туризма в ВВП был на уровне 1,3 %.
На территории края расположены курорты федерального значения — Сочи, Геленджик и Анапа, а также курорты краевого значения — Ейск, Горячий Ключ и Туапсинский район. Кроме этого, туристскими центрами края считаются Абинский район, Апшеронский район, Ейский район, Мостовский район, окрестности Новороссийска, Славянский и Темрюкский районы.
В декабре 2015 года Краснодарский край был назван самым привлекательным туристическим регионом России в «Национальном туристическом рейтинге» № 1 (второе и третье места — Санкт-Петербург и Москва).

## Наука и образование
По данным на 2016 год, в систему образования входило 1458 детских садов, 1254 организации среднего образования различного типа, 521 организация дополнительного образования, 154 организации профессионального образования и 74 высших учебных заведения.

## Экология
Краснодарский край является стабильным регионом России в плане экологии. Основная доля загрязняющих веществ в Краснодаре, Новороссийске, Туапсе, Анапе, Ейске приходится на автомобильные выбросы. В крае самыми благоприятными считаются курортные города: здесь почти нет промышленных предприятий, а экосистема способна нивелировать значительную долю загрязнения атмосферы. Так, преимуществом Горячего Ключа являются лесные массивы вокруг города и близость к Краснодару. В Геленджике и Анапе нет крупных портов, которые стали значительными «загрязнителями» в Новороссийске и Туапсе.
В Краснодарском крае существует постоянно действующий общественный экологический совет при главе администрации региона.

## Известные люди
См. Категория:Персоналии:Краснодарский край
Полный список уроженцев края, о которых есть статьи в Википедии, см. здесь.

## Филателия и Нумизматика

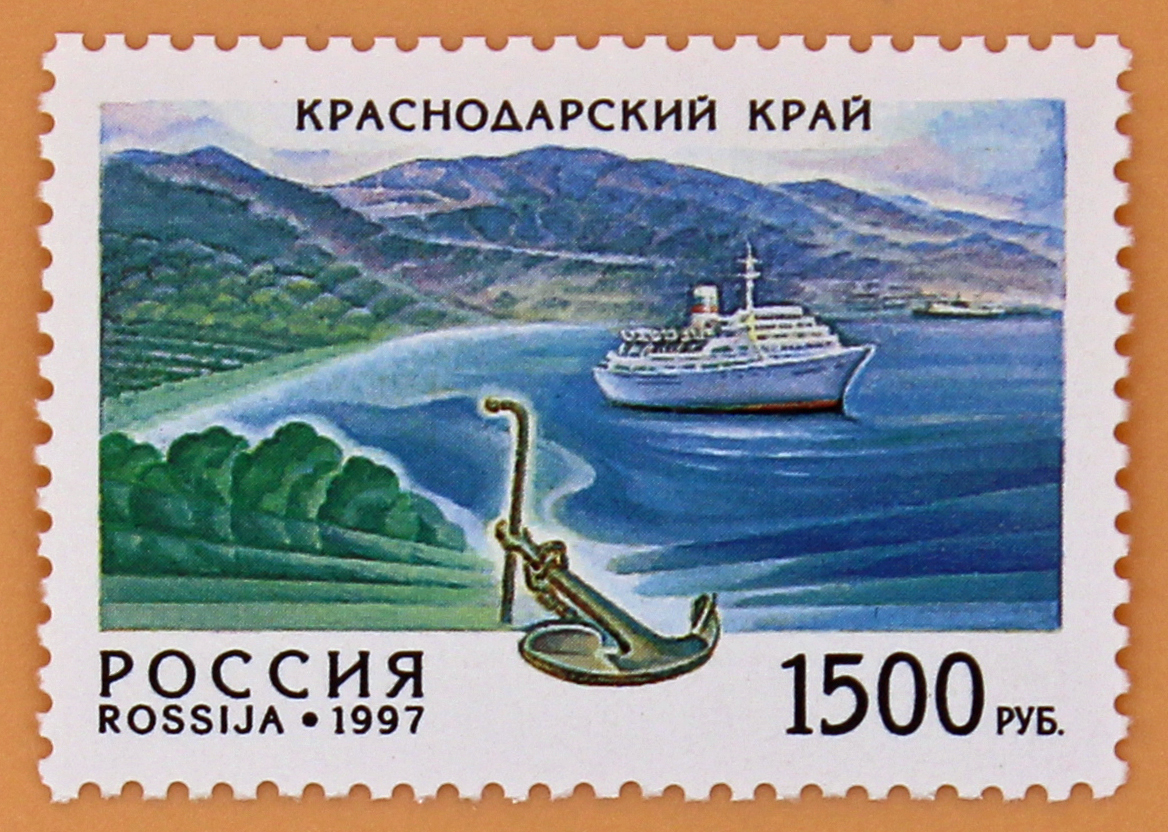
Почтовая марка России, 1997 год

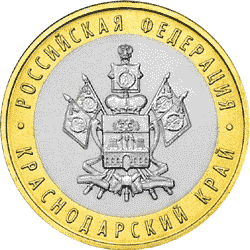
Памятная монета Банка России номиналом 10 рублей (2005)

27 декабря 2005 года Банк России выпустил в обращение памятную монету из недрагоценного металла номиналом 10 рублей «Краснодарский край» серии «Российская Федерация».